# Gewerbemuseum Winterthur

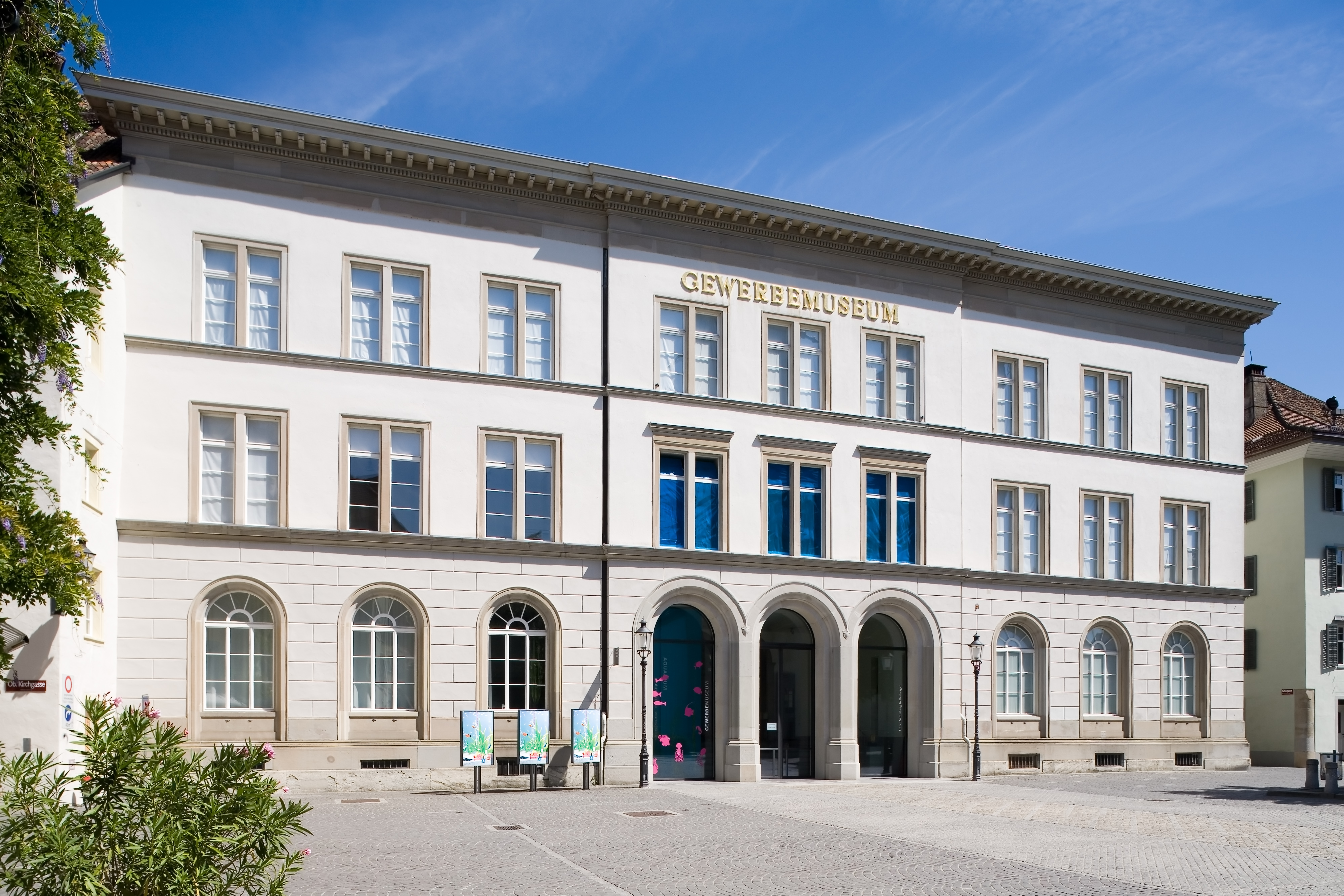
Gewerbemuseum Winterthur

Das Gewerbemuseum Winterthur ist ein städtisches Museum in Winterthur, das bereits 1874 gegründet und 1875 eröffnet wurde. Es beschäftigt sich sowohl mit Gestaltung, Kunst und Gesellschaft, als auch etwa mit  Materialien, Produktion und Handwerk. Das Museum wird vom Bund im KGS-Inventar als B-Objekt gelistet und steht unter regionalem Denkmalschutz. Nach eigenen Angaben ist es das letzte Museum seiner Art in der Schweiz. Im gleichen Gebäude befindet sich ebenfalls das Uhrenmuseum Winterthur. 

## Geschichte
Das sich in der Winterthurer Altstadt befindende Museum hat seinen Ursprung in den 1870er-Jahren, als auch in anderen europäischen Staaten gleichartige Museen gegründet wurden. Eine im Februar 1874 einberufene Konferenz Ostschweizer Kantone hatte dabei Winterthur aufgrund des dort soeben eröffneten Technikums als geeigneten Standort für ein solches Museum auserkoren. Daraufhin bewarb sich auch die Stadt Zürich beim Zürcher Regierungsrat für die Errichtung eines solchen Museums mit Verweis auf seinen Status als Kantonshauptstadt. Da der Regierungsrat sich lange nicht entschied, entschloss sich der Winterthurer Stadtrat im August 1874 selbstständig zur Errichtung eines solchen Museums, dieser Entschluss wurde am 4. Oktober 1874 von der politischen Gemeinde bestätigt. In Reaktion auf das Winterthurer Vedikt plante die Stadt Zürich auch selbstständig die Eröffnung eines Kunstgewerbemuseums (dem heutigen Museum für Gestaltung Zürich), das fortan in Konkurrenz zum Winterthurer Pendant stand.
1875 wurde das Gewerbemuseum an seinem ersten Standort im alten Kornhaus der Stadt Winterthur beim Untertor eröffnet. Es umfasste zu Beginn ein Lesezimmer und ein Ausstellungslokal. Erster Direktor des Museums wurde Johann Jakob Schäppi (1821–1907), der diesen Posten mit Übernahme der Leitung der SLM 1877 wieder abgab. Sein Nachfolger wurde A. Gohl, ein Aargauer Chemiker, der nach zwei Jahren 1879 aufgrund einer Sparmassnahme gehen musste, seine Funktion hatte vorerst die städtische Aufsichtskommission übernommen.
Im selben Jahr wechselte das Gewerbemuseum auch das erste Mal seinen Standort: Es war nun in einem Anbau des Technikum beheimatet und wurde von den dortigen Studenten rege benutzt. Erst 1886 wurde mit dem Architekten Albert Pfister wieder ein neuer Leiter für das Museum eingestellt. Bereits zu dieser Zeit konnte die Sammlung des Museums in zwei Hauptrichtungen unterschieden werden: Einerseits das Kunstgewerbe mit Textil-, Metall-, Keramik-, Holz- und Lederwaren sowie die mechanisch-technische Sammlungen, die sich mehr mit neueren technischen Errungenschaften wie Maschinen und Elektrizität beschäftigte und daher auch für das Technikum interessant war. 1889 wurde die Metallarbeiterschule Winterthur gegründet, deren Direktor ebenfalls Albert Pfister war – die Schule arbeitete infolgedessen eng mit dem Gewerbemuseum zusammen. Über die Jahre wurde die Sammlung des Gewerbemuseums immer grösser und der Platz im Technikum wurde knapp. 1911 wurden daher die Gewerbebibliothek und das Lesezimmer an das Eggsche Gut an der Technikumstrasse 7 ausgelagert. 1920 trat Albert Pfister nach 36 Jahren als Leiter des Museums zurück.
Zwei Jahre nach dem Rücktritt Pfisters musste das Gewerbemuseum seinen Standort im Erweiterungsbau des Technnikums räumen und das sonst schon vorhandene Platzproblem wurde akut. Mit diesem Umbruch trat Architekt Alfred Altherr sen. (1875–1945) seinen neuen Posten als Direktor an, der ebenfalls die Leitung des Zürcher Kunstgewerbemuseums innehatte. Ihm wurde neu mit B. Wydler ein Leiter für den mechanischen Teil zur Seite gestellt, der als Vorsteher der Metallsarbeiterschule Winterthur wie bereits Albert Pfister zuvor Synergien zwischen Schule und Museum nutzen konnte. In den Folgejahren standen dem Museum nur noch zwei Schulzimmer als Provisorium zur Verfügung, ein Grossteil der kunstgewerblichen Sammlung wurde ausgeschieden oder inventarisiert. Lediglich die mechanisch-technische Sammlung konnte am Technikum verbleiben, bis 1930 auch diese das Technikum verlassen musste, da die Hochschule zukünftig nur noch «moderne» Maschinen ausstellen wollte.
Die Lösung des Platzproblems kam erst einige Jahre nach der Kündigung, als die Mädchenschule ihre Schulräumlichkeiten am Kirchplatz nicht mehr benötigte und das Gewerbemuseum am 22. September 1928 seinen heutigen Standort eröffnen konnte. Gleichzeitig wurde auch der Standort am Eggschen Gut (1937 abgerissen) aufgehoben. Altherr amtete insgesamt 10 Jahre am neuen Standort in Winterthur, bis er seine Posten aufgrund gesundheitlicher Probleme aufgeben musste. Nach dem Rücktritt Altherrs hatte das Gewerbemuseum über den Zweiten Weltkrieg bis 1954 erneut keinen Direktor. 1955 wurde mit Alfred Altherr jun. (1911–1972), dem Sohn des vorgängigen Direktors und früheren Volontär am Architekturbüro von Le Corbusier in Paris, ein neuer Leiter verpflichtet. Unter ihm wurde am Gewerbemuseum eine Wohnberatungsstelle eingerichtet. Auf Altherr junior folgte 1962 der Grafiker Hans Neuburg, der den Posten Ende 1964 wieder räumen musste. Danach folgte die nächste Zeit des Museums ohne Direktor; die Ausstellungen wurden von wechselnden Experten und von Hauswart Fritz Hobi gestaltet, der gelernte Schreiner wurde aufgrund seiner Leistungen am 1. Mai 1974 zum Ausstellungs- und Sammlungswart befördert. 1978 zählte das Museum über 30'000 Besucher, bei einem Betriebsbudget von 65'000 Franken.
Die Maschinen der technischen Sammlung, für die es im Gewerbemuseum keinen Platz hatten, wurden 1982 ans neu eröffnete Technorama abgegeben, bei denen diese gut ins Ausstellungskonzept passten.
1990 wurde das Museumskonzept des Gewerbemuseum letztmals überarbeitet. Die heutige Ausstellungsfläche des Museums beträgt 1000 m2 und das Museum zeigt regelmässige Wechselausstellungen.
Ab 1999 hatten Claudia Cattaneo und Markus Rigert die Leitung des Hauses gemeinsam inne. Claudia Cattaneo schied Ende 2011 aus der Co-Leitung aus, woraufhin Rigert ab 2012 zusammen mit Susanna Kumschick das Museum leitete. Seit Ende 2021 ist Kumschick die alleinige Direktorin des Hauses.

## Konzept
Gegründet 1874 mit dem Ziel «das Handwerk, das die industrielle Produktion hart bedrängte, im Fortschritt zu unterweisen» und wiedereröffnet 1999 als «ein Museum der Arbeit», zeigt das Museum heute Ausstellungen an der Schnittstelle von Gestaltung, Kunst, nachhaltigem Umgang mit Materialien, industrieller Produktion und Handwerk.

## Ausstellungen und Vermittlung
Das Museum zeigt jährlich rund sechs Ausstellungen sowie kleinere Präsentationen. Das Ausstellungsprogramm umfasst Design und Technik sowie Kulturgeschichte und visuelle Kultur und setzt auf ungewöhnliche Perspektiven und Vielseitigkeit im Programm.
Die Autorin Lena Zumsteg schreibt, Direktorin und Kuratorin Susanna Kumschick möchte mit ihren Ausstellungen für «ein Thema sensibilisieren und Möglichkeiten bieten, Entdeckungen zu machen». Häufig gibt es partizipative Angebote für die Besuchenden direkt in den Ausstellungen.
Das Museum arbeitet häufig mit unterschiedlichen externen Szenografen und Szenografinnen sowie Grafikerinnen und Grafikern zusammen.
Das Ausstellungsprogramm wird durch ein Vermittlungsangebot mit Workshops, Konzerten, Lesungen, Talks, Expertenführungen und anderen Aktivitäten wie öffentlichen Führungen oder Ferien-Challenges ergänzt. Verschiedene museumspädagogische Angebote ermöglichen den selbstständigen oder geführten Besuch von Schulklassen aller Altersstufen.

## Kooperationen zur Ausstellungsübernahme
Das Gewerbemuseum zeigt sowohl Eigenproduktionen als auch Übernahmen aus anderen internationalen Museen: u. a. «The Bigger Picture: Design – Frauen – Gesellschaft» 2022 vom Vitra Design Museum, Weil am Rhein; «Hella Jongerius – Breathing Colour» 2020 vom Design Museum London oder «Mining Photography. Der ökologische Fussabdruck der Bildproduktion» 2023 vom Museum für Kunst und Gewerbe Hamburg. Eigenproduktion werden wiederum von anderen Museen übernommen und ausgestellt, so zum Beispiel «Tattoo» 2014 und «Plot in Plastilin» 2017 vom Museum für Kunst und Gewerbe Hamburg, «No Name Design» 2014 vom Musée cantonal de design et d’arts appliqués contemporains (mudac), Lausanne oder «Bio Kunststoff – oder beides?» 2017 von der Burg Giebichenstein Kunsthochschule Halle.

## Material-Labor
Die Materialsammlung des Gewerbemuseum Winterthur befindet sich im Material-Labor im 2. Stock des Hauses. Dort können Materialien grundlegend erforscht, angefasst und mit ihnen experimentiert werden. Es gibt rund 1000 Materialmuster, die mit RFIDs ausgestattet sind und so über PCs direkt mit der Datenbank des Material-Archivs verbunden sind.
Die Materialmustersammlung ist sortiert in die Materialgruppen tierische und pflanzliche Werkstoffe, Metalle, Kunststoffe, Pigmente, Glas, Gesteine, mineralische Werkstoffe, Papier, Keramik, Holzwerkstoffe, Holz, Wachs und Textilien. Im Material-Labor gibt es zahlreiche Schubladen mit gebündeltem und didaktisch aufgearbeitetem Wissen und Experimentier- sowie Hörstationen.
Es gibt eine Schausammlung, in der Objekte aus den verschiedenen Materialien gezeigt werden. Das Material-Labor kann zudem über Audioguides erkundet werden. Der Audioguide «Mit allen Sinnen» richtet sich unter anderem an sehbehinderte Menschen.
Das Gewerbemuseum ist Gründungsmitglied des Netzwerks Material-Archiv. Zusammen mit der Hochschule Luzern – Technik & Architektur, dem Sitterwerk in St. Gallen und der Zürcher Hochschule der Künste gründete das Gewerbemuseum Winterthur 2007 das Material-Archiv mit dem Ziel, ein frei zugängliches, digitales Nachschlagewerk zu Materialwissen aufzubauen. Mittlerweile zählt der Verein Material-Archiv heute zehn Mitgliedsinstitutionen.

## Dinge machen
Seit Frühjahr 2022 führt das Gewerbemuseum Winterthur die partizipative Online-Plattform «Dinge machen». Dort werden die Museumsbesucher eingeladen, Beiträge zu bestimmten Fragen zu teilen. Die Beiträge, etwa kurze Texte oder Bilder, werden während den entsprechenden Ausstellungen sowohl online auf «Dinge machen» als auch im Museum geteilt. Ausserdem gibt es auf «Dinge machen» andere Inhalte, die das Museum dort bereitstellt, u. a. Interviews mit Menschen aus der Gestaltung oder Illustratoren und Illustratorinnen. Die Interviews führte der Winterthurer Autor und Spielemacher Daniel Fehr für das Museum.

## Gebäude
Das Gebäude liegt direkt im Winterthurer Stadtkern gegenüber der Kirche am Kirchplatz.
An diesem Standort, jenem des alten Zeughauses, wurde 1849–1850 das heutige Gebäude als Mädchengymnasium errichtet, nachdem dieselbe Institution für Knaben bereits seit 1842 im heutigen Museum Oskar Reinhart in Betrieb war. Das zweiflüglige Gebäude des Architekten Ferdinand Stadler weist im Erdgeschoss eine Quaderung auf und besitzt ein flaches Walmdach.
Das Museum hat drei Ebenen. Im Erdgeschoss ist der Eingang, der kleine Shop und das Café. Im ersten und zweiten Stock befinden sich Wechselausstellungen. Im zweiten Stock ist zudem das Material-Labor des Gewerbemuseums.
Das Uhrenmuseum Winterthur mit den Uhrensammlungen Konrad Kellenberger und Oscar Schwank befindet sich im gleichen Gebäude im Erdgeschoss.

## Zugänglichkeit
Das Gewerbemuseum Winterthur ist vollständig rollstuhlgängig, inklusive sanitärem Bereich. Der Zugang ins Museum erfolgt über eine Rampe, ein Lift bedient die oberen Etagen und bei Bedarf steht ein Rollstuhl zur Verfügung. Mit einem IV-Ausweis ist der Eintritt ins Gewerbemuseum auch für die Begleitperson kostenlos. Auf der Webseite des Museums gibt es eine detaillierte auditive Wegbeschreibung zum Museum.
Es gibt Audioguides zu den Ausstellungen. Die Audiotour «Mit allen Sinnen» durch das Material-Labor richtet sich gezielt an sehbeeinträchtigte Menschen. Zudem werden immer wieder öffentliche Führungen angeboten, die in Gebärdensprache übersetzt werden.

## Übersicht vergangener Ausstellungen
- Maarten Baas – New Times (07.06.2024 – 27.10.2024)
- Blut & Staub – Wenn Reststoffe zu Werkstoffen werden (01.03.2024 – 01.09.2024)
- Perfectly Imperfect – Makel, Mankos und Defekte (24.11.2023 – 12.05.2024)
- Mining Photography. Der ökologische Fussabdruck der Bildproduktion (22.09.2023 – 21.01.2024)
- Das imaginäre Haus: Uwe Wittwer, Aiko Watanabe, Jürg Halter (09.06.2023 – 22.10.2023)
- Textilindustrie & Artists in Residence (21.04.2023 – 18.06.2023)
- The Bigger Picture: Design – Frauen – Gesellschaft (25.11.2022 – 14.05.2023)
- François Chalet – Short Stories (23.09.2022 – 22.01.2023)
- Full Circle (06.05.2022 – 28.08.2022)
- Bilderbücher: illustriert & inszeniert (06.03.2022 – 23.10.2022)
- DesignGalerie @ Museum (05.02.2022 – 20.03.2022)
- Schattenmonster & andere Verwandlungen (21.11.2021 – 06.02.2022)
- Alchemie der Oberfläche (19.09.2021 – 06.02.2022)
- U-Joints oder Die Kunst des Verbindens, Part III (07.03.2021 – 09.01.2022)
- Hella Jongerius – Breathing Colour (29.11.2020 – 22.08.2021)
- Anna Rubin – In die Luft gebaut (01.03.2020 – 22.11.2020)
- Federn – wärmen, verführen, fliegen (01.12.2019 – 01.11.2020)
- Ernst Gamperl – Dialog mit dem Holz (26.05.2019 – 03.11.2019)
- Kohle, Koks und Pech (31.03.2019 – 15.09.2019)
- Food Revolution 5.0 (02.12.2018 – 28.04.2019)
- Rock Print Pavilion (04.10.2018 – 04.11.2018)
- Times of Waste - Was übrig bleibt (21.09.2018 – 17.03.2019)
- Hello, Robot. (27.05.2018 – 04.11.2018)
- Wenn Roboter bauen (27.05.2018 – 28.10.2018)
- Material als Entwurfsgrundlage (09.02.2018 – 08.04.2018)
- Cupboard Love (03.12.2017 – 22.04.2018)
- Eiswasserglas (27.08.2017 – 05.11.2017)
- Object Lessons (09.04.2017 – 01.10.2017)
- Bike | Design | City (29.01.2017 – 30.07.2017)
- Bio oder Kunststoff – oder beides? (02.10.2016 – 19.02.2017)
- &: Hilbert & Künzli (05.06.2016 – 11.12.2016)
- Plot in Plastilin (06.03.2016 – 18.09.2016)
- Der Duft der Materialien (29.11.2015 – 08.05.2016)
- Nirvana – wundersame Formen der Lust (29.11.2015 – 08.05.2016)
- Farbstrategien in der Architektur (10.05.2015 – 04.10.2015)
- OLED – Licht der Zukunft? (10.05.2015 – 18.10.2015)
- Der entfesselte Raum (10.05.2015 – 01.11.2015)
- Fashion Talks (05.12.2014 – 08.03.2015)
- Magie des Einfachen. Die Bambuslöffel von Alvaro Abreu (16.11.2014 – 19.04.2015)
- Wachs als Werkstoff (18.05.2014 – 06.07.2014)
- Leder und tierische Häute (01.12.2013 – 06.07.2014)
- Skin to Skin (01.12.2013 – 09.06.2014)
- Falten falten (29.09.2013 – 24.11.2013)
- Tattoo (07.09.2013 – 09.06.2014)
- Cocchi – Grafik Design (26.05.2013 – 18.08.2013)
- No Name Design (05.05.2013 – 06.10.2013)
- wood loop – auf biegen und brechen (18.11.2012 – 21.04.2013)
- Heimliche Helden. Das Genie alltäglicher Dinge (08.07.2012 – 21.10.2012)
- Oh, Plastiksack! (03.06.2012 – 07.10.2012)
- Albert Renger-Patzsch – Industriefotografie im Glaswerk SCHOTT (02.03.2012 – 25.03.2012)
- 1001 – Tausend und eine Schale (26.02.2012 – 06.05.2012)
- GLASklar? (03.12.2011 – 28.05.2012)
- &: Robert & Durrer (28.08.2011 – 23.10.2011)
- HOLZ – Nachhaltiges Bauen in Finnland (20.03.2011 – 29.05.2011)
- Böse Dinge (16.01.2011 – 31.07.2011)
- Farbpigmente, Farbstoffe, Farbgeschichten (12.09.2010 – 02.01.2011)
- résonance – Charlotte Perriand und ihre Spuren in Brasilien (04.07.2010 – 22.08.2010)
- Farbe: Obsession und Spiel (30.05.2010 – 28.11.2010)
- SGV – Grafik Landschaft Schweiz (24.04.2010 – 24.05.2010)
- Design Preis Schweiz 2009 (16.01.2010 – 14.03.2010)
- Kleid im Kontext (01.11.2009 – 02.05.2010)
- Baustelle Winterthur. Eine StadtLandschaft im Wandel (06.09.2009 – 04.10.2009)
- Unfolded. Papier in Design, Kunst, Architektur und Industrie (05.07.2009 – 16.08.2009)
- &: Odermatt und Tissi (21.06.2009 – 04.10.2009)
- Prägende Eindrücke – Raumexperimente in Beton (10.05.2009 – 07.06.2009)
- Die Farben von Otranto. Topografie einer Farbgrube (22.02.2009 – 22.03.2009)
- Kaspar Diener Förderpreis für Innenraumgestaltung (30.11.2008 – 04.01.2009)
- LED – Licht und Farbe inszenieren (08.11.2008 – 03.05.2009)
- Pro Carton Schweiz Designwettbewerb 2008 (27.09.2008 – 26.10.2008)
- KunstStoff (24.05.2008 – 12.10.2008)
- MAX BILL (20.01.2008 – 12.05.2008)
- Kaspar Diener Förderpreis für Innenraumgestaltung (02.12.2007 – 06.01.2008)
- Lichtinstallationen von André Bless (03.11.2007 – 02.01.2008)
- Bürowelten (28.10.2007 – 13.04.2008)
- Jörg Müller – die Welt ist kein Märchen (02.09.2007 – 21.10.2007)
- Fresh Hot Ceramics (24.06.2007 – 19.08.2007)
- AQUARIUM – Tauchstation Wohnzimmer (12.05.2007 – 30.09.2007)
- Farbatlas Zürich (28.01.2007 – 25.02.2007)
- Farb- und Ornamentraum (28.01.2007 – 18.03.2007)
- Kaspar Diener Förderpreis für Innenraumgestaltung (03.12.2006 – 02.01.2007)
- Farblabor (19.11.2006 – 27.06.2008)
- FARBE materiell – virtuell (19.11.2006 – 22.04.2007)
- Positionen zeitgenössischer Druckgrafik (17.09.2006 – 22.10.2006)
- Face to Face – Dinge haben ein Gesicht (27.08.2006 – 12.11.2006)
- Türen auf – wie wohnen wir, wie wohnen andere? (25.06.2006 – 30.07.2006)
- UNIK: danish fashion (18.06.2006 – 03.09.2006)
- Danese (19.03.2006 – 05.06.2006)
- Breakfast Design (19.03.2006 – 05.06.2006)
- Kaspar Diener Förderpreis für Innenraumgestaltung (27.11.2005 – 02.01.2006)
- DesignLabor (30.10.2005 – 26.02.2006)
- dreifach (04.09.2005 – 02.10.2005)
- Achtung Holz! (26.06.2005 – 24.07.2005)
- Hertzflimmern (29.05.2005 – 09.10.2005)
- Das Gelbe vom Ei (30.04.2005 – 19.06.2005)
- Cotton. Baumwolle: bio & fair (06.03.2005 – 17.04.2005)
- LICHT – RAUM (06.11.2004 – 30.04.2005)
- flick gut (09.05.2004 – 03.10.2004)

## Museumscafé
Das Grand Café du Musée im Gewerbemuseum Winterthur befindet sich im Erdgeschoss und hat im Frühling und Sommer auch Sitzplätze im Hinterhofgarten. Betrieben wird es von Valérie Schindler Palden und Phuntsok Palden.